# Biosémantique
La biosémantique est une approche philosophique et scientifique de l'esprit qui traite la capacité à former des représentations mentales comme une fonction biologique spécifique héritée de l'évolution. La biosémantique est la version la plus sophistiquée des approches téléosémantiques de l'esprit. Elle est associée à la philosophe américaine Ruth Millikan qui en a forgé le concept et en a développé la méthodologie. 
Millikan s'est particulièrement attachée à expliquer les mécanismes de la représentation mentale en utilisant des notions biologiques qu'elle a elle-même définies de façon rigoureuse, comme celle de « fonction évolutionnaire » ou de « condition normale ». 

## Étiologie

### Étiologie des fonctions biologiques

Dans le processus de sélection naturelle, ce sont les fonctions biologiques qui sont déterminantes, car c'est par la fonction qu'il remplit qu'un caractère biologique est favorable ou non à la survie d'une lignée.

Le point de départ de la biosémantique est de penser les fonctions du point de vue l'évolution. Le recours à l'histoire biologique est donc essentiel à l'attribution des fonctions naturelles. Cela implique d'examiner ce qu'un caractère biologique a fait dans le passé pour contribuer à la survie ou à la reproduction des ancêtres de l'organisme qui le possède. Il s'agit alors de caractériser les fonctions biologiques historiquement et d'en fournir une explication « étiologique » : un caractère présent dans un organisme donné a accordé un avantage évolutif à ses ancêtres qui a contribué au fait que le caractère se retrouve dans la génération suivante. Une explication de l'existence actuelle de ce caractère doit donc, pour partie, se référer au passé où il a joué un rôle favorable dans la préservation du type biologique qui en a été doté.
S'il semble avéré du point de vue évolutionniste qu'un caractère biologique a pour fonction naturelle d'exercer les effets précis grâce auxquels il a pu se perpétuer dans le passé, la biosémantique adopte la thèse plus controversée selon laquelle la même chose vaut pour les représentations mentales : un certain état ou processus cérébral d'un individu donné a pour fonction naturelle de « représenter » un certain type de chose (ex.: un cheval) parce que cet état ou ce processus a exercé dans la vie passée de cet individu et dans celle de ses ancêtres certains effets favorables à leur survie ayant rapport au type de chose en question (le cheval), effets par lesquels l'état ou le processus cérébral concerné a pu lui-même se perpétuer. Selon Claude Panaccio, ce schéma explicatif n'est toutefois valable que pour les concepts isolés les plus simples, mais il serait possible d'appliquer ce type d'explication au mécanisme cognitif général de formation des représentations mentales. En effet, un tel mécanisme pourrait bien avoir été sélectionné de la sorte par l'évolution.

### Spécificité des représentations mentales
La biosémantique postule qu'une représentation mentale est une fonction biologique de certains  organismes qui a contribué à la survie de ses ancêtres, à l'instar des autres fonctions biologiques. Mais pour Ruth Millikan, si la représentation était une simple affaire de fonctions biologiques, elle envahirait tous les aspects du monde vivant. Chaque organisme vivant regorge en effet de caractères comportant de telles fonctions, depuis les micro-organismes jusqu'aux êtres vivants les plus complexes. Or la plupart de ces caractères ne permettent pas à eux seuls de représenter quoi que ce soit. Ni la membrane plasmique de la cellule ni même l’œil humain ne représentent quoi que ce soit par eux-mêmes. Ils peuvent fonctionner ou dysfonctionner, mais ils ne sauraient représenter ou « mé-représenter » (représenter de façon erronée) un aspect de leur environnement. 
Pour Millikan, les caractères qui ont pour fonction de représenter quelque chose ne constituent qu'une petite sous-classe de caractères biologiques. La tâche qu'elle fixe alors à la biosémantique est de chercher dans la nature des comportements caractéristiques impliquant des représentations, et, à partir de là, de montrer ce que ces dernières ont de particulier par rapport aux autres fonctions biologiques. Pour peu que l'on soit en mesure de caractériser ainsi adéquatement la représentation, la théorie darwinienne de l'évolution par sélection naturelle doit expliquer à son tour en quoi certaines représentations plutôt que d'autres sont retenues dans nos systèmes de croyances pour être considérées comme vraies.

## Programme de naturalisation

### Problème de l'intentionnalité
Le projet principal de la biosémantique est d'expliquer comment les états mentaux peuvent en arriver à représenter le monde, par exemple, à expliquer comment nos croyances peuvent représenter les choses ou les situations auxquelles nous croyons. On parle d’ « intentionnalité » pour qualifier cette façon qu'ont certains systèmes cognitifs (comme les cerveaux complexes des mammifères) de porter sur des états de l'environnement et ainsi de les représenter. Elle implique une forme de « normativité » qui correspond, pour une représentation, à la possibilité d'être évaluée comme « vraie » ou fausse », et de s'inscrire dans une chaîne de justifications. En cela, l'intentionnalité semble se distinguer des phénomènes proprement naturels qui sont régis par la causalité physique plutôt que par des règles normatives. 

### Fonctionnalisme et téléosémantique
Si l'intentionnalité est régie par des normes, c'est qu'elle possède des propriétés qui diffèrent de celles des autres phénomènes naturels, purement factuels. Mais le naturalisme auquel souscrit la biosémantique implique que l’intentionnalité ne peut être un phénomène spécifique non naturel ; elle doit être expliquée au moyen de propriétés naturelles. Le programme de naturalisation de l'intentionnalité proposé par la biosémantique consiste justement à analyser la normativité des représentations et de l'intentionnalité comme une propriété relationnelle complexe parfaitement naturelle. 
Selon cette approche, les normes décrivent non pas des faits mais des fonctions à exercer. Les représentations mentales, en tant qu'elles sont normatives, ont des fonctions naturelles à remplir, au regard desquelles on peut en évaluer la conformation ou le dysfonctionnement. Il revient alors à la téléosémantique de définir ces fonctions et de décrire la façon dont elle s'exercent. Le statut des représentations, de ce point de vue, est comparable à celui d'un outil ou d'une machine : elles possèdent comme eux une finalité ou un but. Toutefois, contrairement aux outils, l'existence de fonctions naturelles ne relève pas d'un dessein (humain ou divin) mais de processus mécaniques aveugles comme l'est la sélection naturelle. 

### Analyse de la communication animale

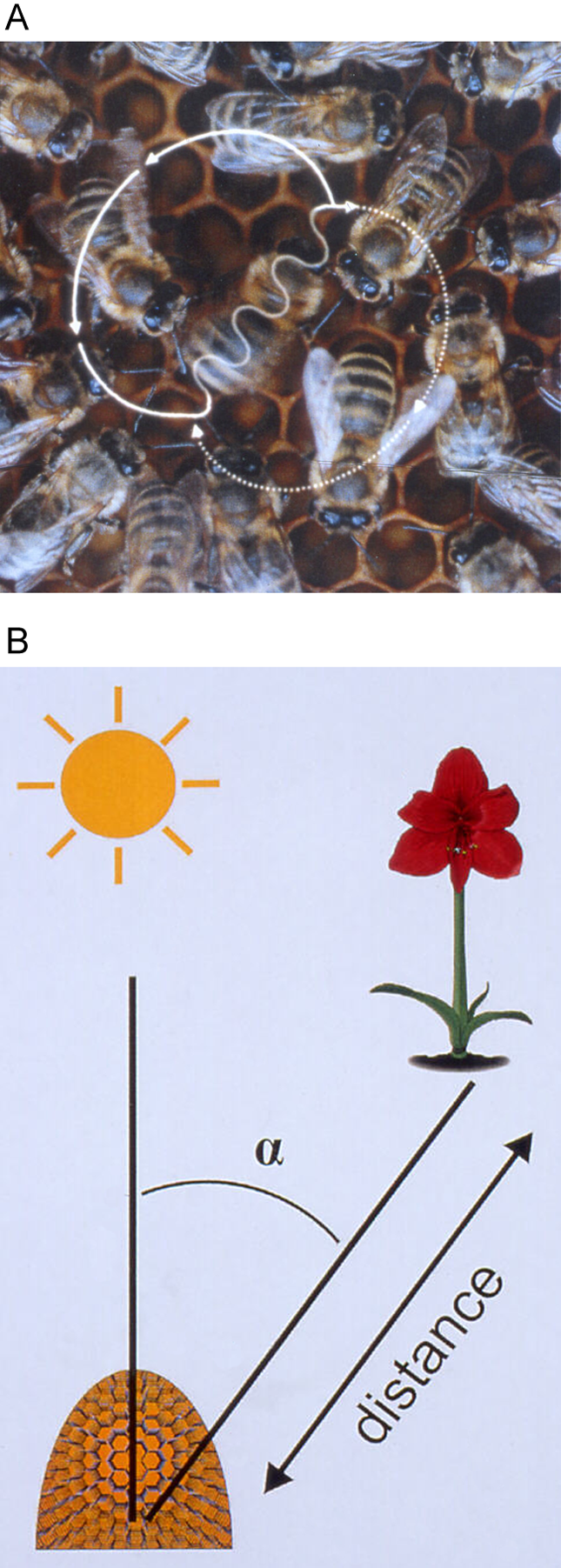
La danse des abeilles permet de localiser le nectar en fonction de nombreux paramètres tels que la distance ou l'angle de localisation du nectar par rapport au soleil.

Pour accomplir le programme de naturalisation de l'intentionnalité, Millikan s'est mise en quête d'une explication de l'intentionnalité dans des cas plus simples que la cognition humaine. Les signaux émis par certains animaux fournissent de bons exemples de formes primitives d'intentionnalité dans la nature. A cet égard, la danse des abeilles – ensemble de mouvements codés réalisés afin de signaler l'emplacement d'une source de nectar – est un des exemples favoris de Millikan . Elle constitue un cas intermédiaire entre les fins (purposes) aveugles propres aux fonctions biologiques, et l'intentionnalité complexe caractérisant la représentation humaine. Dans le cas des abeilles, les danses fonctionnent comme des représentations et peuvent servir de modèle pour comprendre les représentations mentales.

## «Système producteur» et «système consommateur»
L'un des principaux apports de la biosémantique de Millikan réside dans l'analyse des systèmes représentationnels eux-mêmes. La distinction entre système « producteur » et système « consommateur » doit permettre d'expliquer ce qui fait la spécificité des représentations mentales par rapport aux autres fonctions biologiques.

### Production et consommation
Selon Millikan, les systèmes cognitifs se trouvent toujours divisés entre les deux sous-systèmes que sont :
1. le mécanisme « producteur » de la représentation qui accomplit une fonction de transmission de l'information ;
2. le mécanisme « consommateur » de la représentation qui utilise cette représentation pour accomplir une action[7].

Le mécanisme producteur a pour fonction de produire une représentation qui constitue une information sur l'environnement susceptible de déclencher (dans les « conditions normales ») un comportement caractéristique, tandis que le mécanisme consommateur a pour fonction de produire ce même comportement lorsque l'information en question a été correctement perçue. Le contenu d’une représentation étant déterminé par l’utilisation qui en est faite, c'est donc le mécanisme consommateur qui est déterminant. 
L'exemple des abeilles est ici caractéristique : le mécanisme producteur y a pour fonction de produire une danse correspondant à l'emplacement du nectar, tandis que le mécanisme consommateur a pour fonction d'acheminer l'abeille jusqu'à l'emplacement indiqué par la danse. La fonction du système représentationnel considéré globalement consiste alors à acheminer les abeilles jusqu'au nectar.

### Internalisation des systèmes
Pour appliquer cette idée aux représentations mentales, Millikan intègre ces deux mécanismes (producteur et consommateur) à l'intérieur d'un même individu : la représentation prend place au sein d'un unique système cognitif composé à la fois d'un système producteur et d'un système consommateur, les représentations faisant office d'informations produites par le premier et utilisées par le second. Si dans le cas des abeilles, les systèmes producteur et consommateur opèrent dans des organismes différents (l'abeille qui danse n'est pas la même que celle qui reçoit l'information), la cognition proprement dite implique que ces deux systèmes se trouvent à l'intérieur du même organisme. Le contenu informationnel de la représentation est alors internalisé. Mais la même distinction s'applique dans un cas comme dans l'autre.
Cette conception de la représentation a des conséquences notables en philosophie du langage. Elle offre en effet une nouvelle manière de décrire la signification des éléments linguistiques, en les replaçant notamment dans leur contexte environnemental naturel. Elle permet également de comprendre le lien entre signification et comportement et réactualise le vieux slogan « la signification, c’est l’usage ».

## «Fonctions évolutionnaires» et «conditions normales»
La « fonction évolutionnaire » d’un organisme désigne la caractéristique biologique qui a causalement permis à des organismes du même type d’être sélectionnées. Les « conditions normales » sont les conditions dans lesquelles la possession de cette caractéristique par un organisme lui a conféré un avantage évolutif et qui continuent encore à rendre cette fonction opérante. Il s'agit de deux concepts centraux de la biosémantique. 

### Deux concepts évolutionnistes
La biosémantique de Millikan est évolutionniste. Elle conçoit la représentation du point de vue de l'évolution à deux niveaux :
1. au niveau fonctionnel : les organismes et leurs parties ont des fonctions évolutionnaires, déterminés par les effets positifs qu'ont produit ces mécanismes dans la survie et la reproduction de leurs ancêtres ;
2. au niveau des conditions environnementales : certaines conditions qualifiées de « normales » sont requises pour l'effectuation réussie de ces fonctions évolutionnaires.

Le terme « normal » reçoit chez Millikan un sens technique qui diffère de son sens habituel. La condition normale d'effectuation d'une fonction correspond aux conditions environnementales spécifiques qui furent présentes lors de l'évolution et qui ont été associées de façon systématique à l'accomplissement de cette fonction. Ces conditions peuvent très bien avoir lieu que très rarement, et n'être donc pas statistiquement normales (par exemple, certains caractères biologiques des plantes du désert d'Atacama ne sont appropriés qu'à la pluie, ce qui arrive en moyenne une fois par siècle). 
Le contenu de la représentation ne repose pas directement sur la fonction des systèmes consommateurs, mais sur les conditions normales de leur fonctionnement, c’est-à-dire sur les conditions qui permettent aux systèmes consommateurs de satisfaire leurs fonctions. 

### Conditions normales et contenu de la représentation
La biosémantique distingue entre les fonctions évolutionnaires qui caractérisent la représentation comme telle, et les conditions environnementales qui définissent le contenu de la représentation. Les premières ont un caractère normatif et peuvent être correctes ou erronées, tandis que les secondes sont factuelles et constituent un aspect de la réalité physique. Pour qu'une représentation soit vraie ou authentique, il faut que son contenu coïncide avec les conditions environnementales qui doivent se trouver réunies pour que le système fonctionne comme la sélection naturelle l'a destiné (designed) à fonctionner. 

Illustration schématique de la "danse des abeilles" et de son rôle dans la communication de l'information.

Tandis que la nature d'une représentation mentale est déterminée par l’utilisation qui en est faite, la valeur de vérité de son contenu l'est par certaines conditions environnementales qui répondent favorablement ou défavorablement à cette utilisation. Cela revient à dire que le système consommateur (celui qui reçoit l'information) « suppose » que le monde est de telle ou telle façon en ceci que son activité requiert, pour être couronné de succès, que le monde soit de cette façon plutôt que d'une autre. Ainsi, le système consommateur agit selon l'information qui lui est communiquée comme si celle-ci lui décrivait la façon dont le monde était.
Le système représentationnel comprend ainsi trois aspects déterminants :
1. la production et la consommation de la représentation ;
2. la réponse caractéristique du consommateur sélectionnée au cours de l'évolution ;
3. les conditions normales spécifiques qui définissent le contenu de la représentation.

Dans le cas relativement simple de la danse des abeilles, ce système peut s'illustrer de la façon suivante :
1. Danse de l'abeille. Ex. : 2 ondulations à 45° de la verticale.
2. Vol en direction d'une cible. Ex. : Vol de 60 secondes à 45° de la direction du soleil.
3. Présence de nectar à 200 mètres vers le sud-ouest (contenu de la représentation).

## Exemple d'une forme primitive d'intentionnalité
Certaines bactéries vivant dans les lacs et les océans contiennent en elles des organites – les magnétosomes – composés de  cristaux de magnétite qui sont à l'origine de leurs propriétés magnétiques. Le champ magnétique local agit sur le magnétosome de ces bactérie comme sur les aiguilles d'une boussole, dirigeant ainsi leurs mouvements en fonction des lignes de flux du champ magnétique terrestre. Ces bactéries aquatiques sont dites alors « magnétotactiques » : leur mécanisme de nage est destiné à les acheminer dans la direction indiquée par leur magnétosome. Les bactéries magnétotactiques nagent dans la direction du pôle le plus proche, le nord magnétique par exemple dans l'hémisphère nord. Mais en plus d'indiquer la direction du pôle magnétique, le champ magnétique indique aussi celle du bas, puisque les lignes de flux descendent à l'intérieur de la Terre. Les bactéries demeurent ainsi à l'écart de l'eau riche en oxygène qui se trouve à la surface de la mer ou des lacs, et qui est toxique pour elles. 
Dès lors, l'orientation des magnétosomes ne représente pas la direction du pôle magnétique mais celle de l'eau appauvrie en oxygène . En termes évolutionnistes, le mécanisme de nage magnétotactique n'a fonctionné avec succès dans le passé, assurant la survie et la reproduction de la bactérie (et par conséquent du mécanisme lui-même), que lorsque leur magnétosome indiquait cette direction. C'est donc précisément sur l'eau appauvrie en oxygène que porte l'indication. Et lorsque les magnétosomes indiquent par accident la direction d'une eau riche en oxygène (en raison par exemple de turbulences thermiques), ils font quelque chose d'erroné et indiquent quelque chose de faux (en l'occurrence, la présence d'une eau pauvre en oxygène). Ainsi, le magnétosome de ces bactéries réalisent, à un niveau certes primitif, une fonction normative qui est celle de représenter. Il s'agit, dans une perspective biosémantique, d'un cas d'intentionnalité simple susceptible de fournir un modèle explicatif pour les formes plus complexes d'intentionnalité que l'on trouve dans la cognition animale et humaine.

### en anglais
- Ruth Millikan, Langage, Thought and Other Biological Categories. New Fondation for Realism, MIT Press, 1984.
- Ruth Millikan, « Biosemantics », in White Queen Psychology and Other Essays for Alice, MIT Press, 1993.
- Ruth Millikan, « On Swampkinds », in Mind and Langage, 11 (1), 1996.
- David Papineau, Philosophical naturalism, Basil Blackwell, 1993.

### en français
- Élisabeth Pacherie, Naturaliser l'intentionnalité : essaie de philosophie de la psychologie, PUF, 1993.
- Joëlle Proust, « Fonctions et causalité », in Intellecta, 2, 21, 1995.
- Joëlle Proust, Comment l'esprit vient aux bêtes, Gallimard, 1997.
- François Athané, Édouard Machery et Marc Silberstein (dir.), Matière première. Revue d'épistémologie et d'études matérialistes, vol. n° 1 : « Nature et naturalisation », Syllepse, coll. « Matériologiques », 2006.